# Кринский, Магнус
Магнус (Яков Осипович) Кринский (пол. Magnus Kryński; 1863, Ружаны — 18 октября 1916, Варшава) — польско-еврейский педагог, издатель, писатель и редактор.

## Биография
Яков Меир Кринский родился в Ружанах в семье Иосифа-Бениямина Кринского. До 11 лет учился в хедере и иешиве в родном местечке, позже учился в иешиве в Слониме под руководством своего дяди раввина Ицхака Данцига. В период с 15 по 19 лет учился в Пинске у своего двоюродного брата раввина Иехиеля Закгейма. Затем изучал светские науки. Преподавал иврит в Киеве, затем в Белостоке и других городах. В Лодзи открыл 4-классное училище для мальчиков.

В 1903 поселился в Варшаве, где он жил до конца своей жизни. В 1908 основал первую еврейскую гимназию с преподаванием на русском, затем польском языках.
В 1904 основал издательство «Ха-Op», в котором издал несколько хрестоматий на иврите. В период с 1907 по 1908 издавал в Варшаве первый иллюстрированный еженедельный журнал на идише «Роман-цайтунг», в 1911-1912 — иллюстрированный еженедельник для подростков «Хашахар». В 1910 был среди основателей ежедневной газеты «Дер момент» (до 1939 — редактор).

 Выпустил в 1906 учебник «Дер идиш-лерер», выдержавший несколько изданий.; сборник шуток и анекдотов «Дер гуморист» (1908). В издательстве «Ха-Ор» в отделе «Бихер фал але» («Книги для всех») издавались серии произведения известных еврейских прозаиков.